# Fishia hanhami
Fishia hanhami là một loài bướm đêm trong họ Noctuidae.